# Zhou Youguang
Zhou Youguang o Chou Yu-kuang (Caratteri cinesi: 周有光; pinyin: Zhōu Yǒuguāng; Wade-Giles: Chou Yu-kuang), pseudonimo di Zhou Yaoping (Changzhou, 13 gennaio 1906 – Pechino, 14 gennaio 2017) è stato un linguista, economista, editore e supercentenario cinese.
È chiamato "Padre del pinyin", che è la romanizzazione ufficiale del cinese nella Repubblica Popolare Cinese dal 1958 ed è utilizzato ufficialmente dall'Organizzazione internazionale per la normazione (ISO) dal 1982 e a Taiwan dal 2009.

## Biografia
Nato nella provincia di Jiangsu nel 1905, nel 1923 si laureò in economia alla Saint John's University di Shanghai e frequentò corsi supplementari di linguistica.
Lasciò la Saint John's nel 1925 durante le proteste antimperialiste del Movimento del 30 maggio e si trasferì alla Guanghua University dove si laureò nel 1927. In seguito passò un'esperienza di scambio culturale in Giappone e poi si trasferì a New York dove incominciò la carriera di bancario e economista. 
Ritornò a Shanghai nel 1949 dopo la presa del potere di Mao Zedong e alla nascita della Repubblica Popolare Cinese.
Nel 1955 viene scelto dal Partito Comunista Cinese come presidente della commissione per la lingua cinese e per l'alfabetizzazione della popolazione. Il comitato sceglie il cinese mandarino come lingua nazionale e inoltre crea il pinyin che nel 1958 diventa la romanizzazione ufficiale del cinese.
Durante la Rivoluzione culturale viene inviato per due anni in un campo di lavoro, riabilitato dopo la fine della Rivoluzione Culturale nel 1980 assieme a Liu Zunqi e Chien Wei-zang tradusse l'Encyclopædia Britannica in cinese. Dal 2000 ha pubblicato 10 libri, alcuni di questi censurati in Cina.
Ha anche aderito al partito politico Associazione per la Costruzione della Cina Nazionale Democratica, uno dei partiti ammessi dal regime. 
Negli anni Novanta è stato professore di economia all'Università Fudan di Shanghai.
A inizio 2013 è stato intervistato dalla scrittrice e dottoressa cino-americana Adeline Yen Mah nella sua casa di Pechino nel Distretto di Chaoyang dove ha spiegato anche il suo sviluppo per la creazione di un gioco sul pinyin per iPad.

## Vita privata

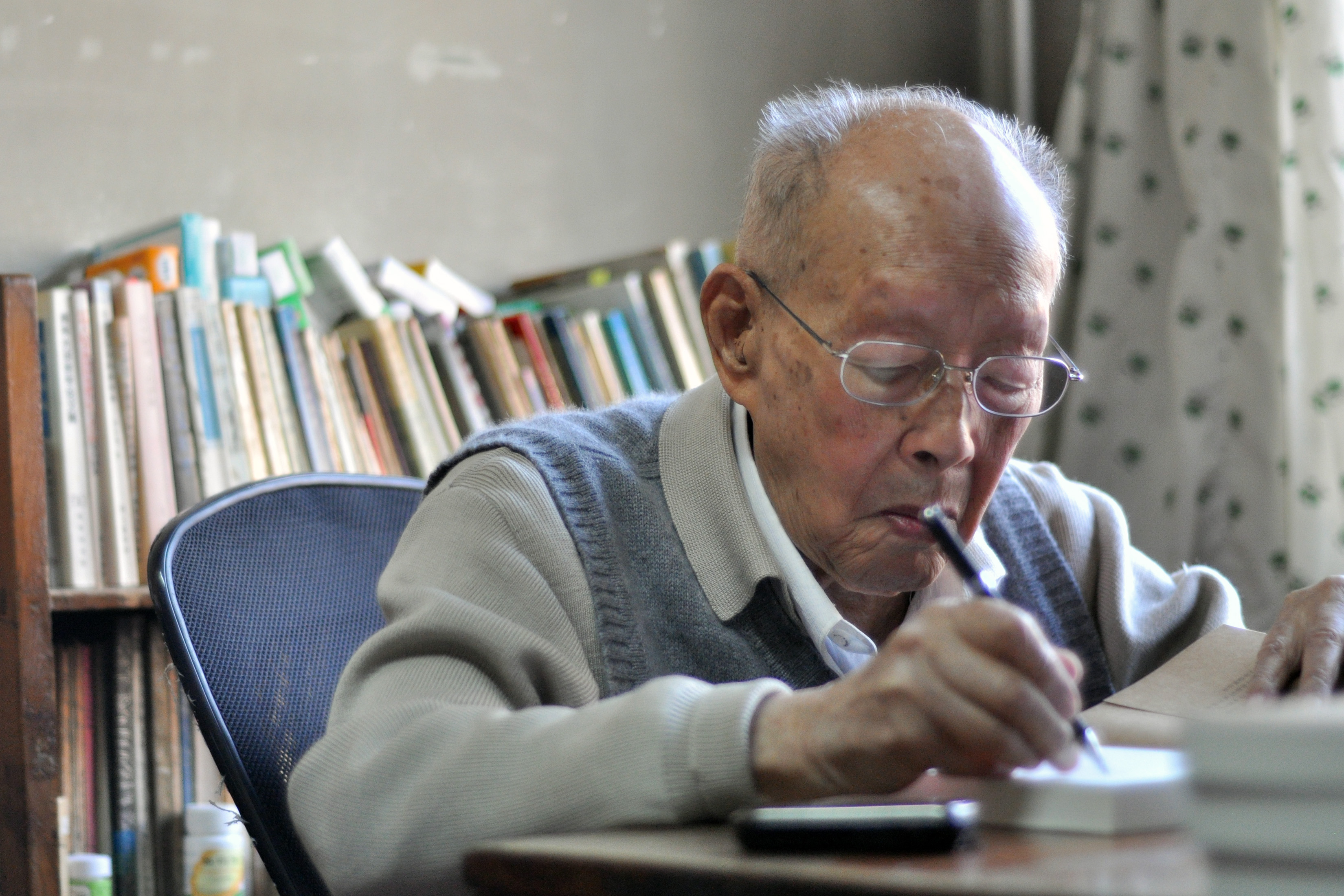
Zhou Youguang nella sua casa di Pechino nel 2012.

Zhou si è sposato con Zhang Yunhe il 30 aprile 1933; sua moglie morì il 14 agosto 2002. Il matrimonio durò 69 anni e nacquero due figli, Zhou Xiaoping (1934-2015) e Zhou Xiahe (1935-1941).